# Joseph Adamowski

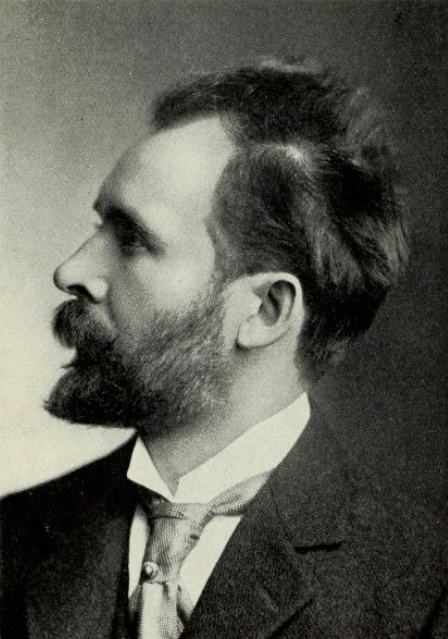
Joseph Adamowski 1903

Joseph Adamowski (polnisch Józef; * 4. Juli 1862 in Warschau; † 8. Mai 1930 in Cambridge, Massachusetts, Vereinigte Staaten) war ein US-amerikanischer Cellist und Musikpädagoge polnischer Herkunft.

## Leben
In Warschau 1862 geboren studierte  Józef Adamowski am dortigen Konservatorium beim Cellisten J. Goebelt. Zwischen 1877 und 1883 setzte er seine Studien am Moskauer Konservatorium beim Cellisten Wilhelm Fitzenhagenfort. Hier studierte er bei Paul Pabst Klavier und bei Pjotr Tschaikowski Komposition und Instrumentation. Das Examen schloss er mit der Examen mit der großen Silbernen Medaille und einem Diplom ab. Er gab Konzerte in Polen und Galizien, später auch in Russland und Deutschland. 1884 bis 1887 unterrichtete er Cello an der Musikschule der Krakauer Musikgesellschaft. Hier gründete er ein Streichquartett.  Im September 1889 reiste er mit der Catalonia in die Vereinigten Staaten. Hier ließ er ließ sich zunächst wie sein Bruder Tymoteusz Adamowski in Boston nieder und gab dort mit dem Adamowski Quartet, das von seinem Bruder gegründet worden war, Konzerte. In Boston lernte er den Chefdirigenten des Boston Symphony Orchestra Arthur Nikisch kennen und wurde Mitglied des Orchesters. 1893, 1896, 1899, 1907 und 1913 trat er Reisen nach Europa an. Am 3. September 1896 heiratete er die Pianistin Antoinette Szumowska in Krakau.  In Boston lebten sie dann zusammen mit Tymoteusz in einer Wohnung. Mit ihr und Tymoteusz gründete er im gleichen Jahr das Adamowski Trio, das bis 1917 existierte und regelmäßig Konzerte gab. Das Adamowski Quartett bestand neben den beiden Adamowskis aus dem Bratscher Max Zach und dem Geiger Arnold Moldauer, alles Mitglieder des Boston Symphony Orchestras. Zur Konzertsaison 1907/08 verließ er nach dem Tod Arnold Moldauers mit seinem Bruder und Max Zach das Orchester. Der Eishockeyspieler Tadeusz Adamowski und die Schauspielerin Helenka Pantaleoni sind seine Kinder. Von 1902 bis 1929 unterrichtete Adamowski  am New England Conservatory of Music. 1915 wurde er gemeinsam mit seiner Frau Mitglieder des American Polish Relief Committee.
Er edierte zahlreiche Kammermusikwerke, die vor allem bei G. Schirmer in New York verlegt wurden.

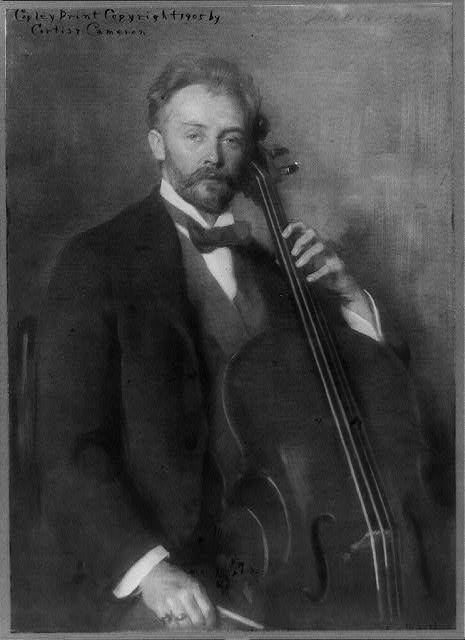
Joseph Adamowski